# Marmolada (góra)

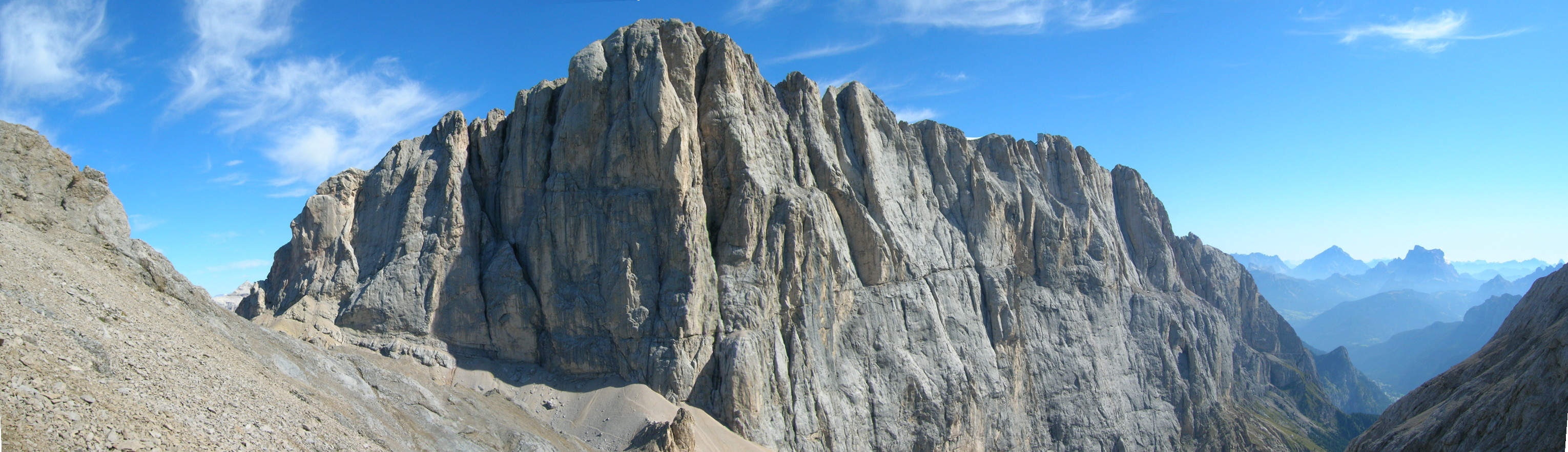
Marmolada od południa

Marmolada (niem. Marmolata, ladyńskie Marmoleda) – najwyższy masyw górski Dolomitów (3343 m n.p.m.) w północno-wschodniej części Włoch, na wschód od Trydentu. Administracyjne leży na granicy dwóch regionów: Wenecji Euganejskiej i Trydentu-Górnej Adygi. 
Nazwa masywu pochodzi z języka ladyńskiego, w którym wyraz marmoleda oznacza "błyszcząca", co związane jest z leżącym na północnej flance szczytu lodowcem Ghiacciaio della Marmolada. Ze względu na lodowiec widziana od północy Marmolada posiada charakterystyczny wygląd, odróżniający ją od innych szczytów Dolomitów.

## Położenie i okolica
Marmolada jest wybitnym, zwartym masywem o kształcie (patrząc z góry) silnie wydłużonej elipsy o orientacji głównej osi w kierunkach wschód-zachód. Od położonego na północ masywu Porta Vescovo oddziela Marmoladę głęboka i rozległa przełęcz Passo Fedaia.  Główny wierzchołek Marmolady, zwany Punta di Penia, ale również często tak samo jak cały masyw, znajduje się mniej więcej w jego środku.  Ze szczytu Punta di Penia w kierunkach wschodnim i zachodnim biegną wyraźne granie. W kierunku południowym masyw załamuje się, tworząc pionową, osiemsetmetrową ścianę. Jest to jedna z najbardziej popularnych i wymagających ścian wspinaczkowych w Dolomitach. Północna część masywu ma charakter stromego zbocza, pokrytego rozległym, z dala widocznym lodowcem Ghiacciaio della Marmolada. Stanowi on jedyny duży lodowiec w Dolomitach. W ciągu ostatniego wieku stracił on 90 proc. objętości i może zniknąć w ciągu 15 lat. 3 lipca 2022 w wyniku oderwania się bloku lodu z powodu wysokich temperatur zginęło 11 osób.
W grani Marmolady wyróżnić można kilka szczytów. Są to kolejno od zachodu na wschód: 
- Punta Penia, 3343 m n.p.m.,
- Punta Rocca, 3309 m n.p.m.,
- Punta Ombretta, 3230 m n.p.m. (przynależność Ombretty do masywu Marmolady jest dyskusyjna),
- Monte Serauta, 3069 m n.p.m.,
- Pizzo Serauta, 3035 m n.p.m.

## Pierwsze wejście

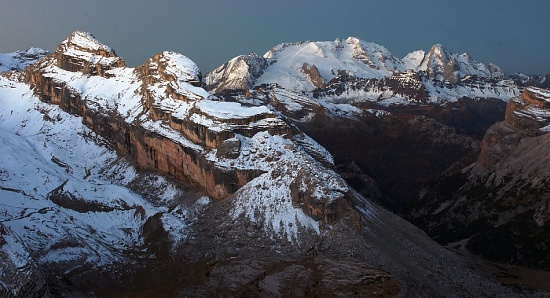
Marmolada – widok z Col Becchei (szczyt Parei) w Fanes, po lewej widać Szczyty Ciampestrin

Szczyt po raz pierwszy został zdobyty w 1864 roku przez Paula Grohmanna.

## Wydarzenia
Przed I wojną światową granica pomiędzy Austrią i Włochami biegła przez Marmoladę. W czasie wojny przez masyw przechodziła linia frontu. Na Marmoladzie oraz na sąsiednich wierzchołkach niezależnie od pory roku trwały zacięte walki, w których z jednej strony uczestniczyli włoscy Alpini, a z drugiej strony austriaccy Strzelcy Alpejscy (Kaiserjägern). Żołnierze austriaccy zakwaterowani byli w tunelach biegnących w północnym czole lodowca, natomiast włoscy stacjonowali na południowych, skalnych urwiskach masywu. Po regresji lodowca odnajdywane bywały rzeczy należące do żołnierzy. Zgromadzono je razem z oporządzeniem żołnierskim w Muzeum I Wojny Światowej. 

## Zagospodarowanie turystyczne

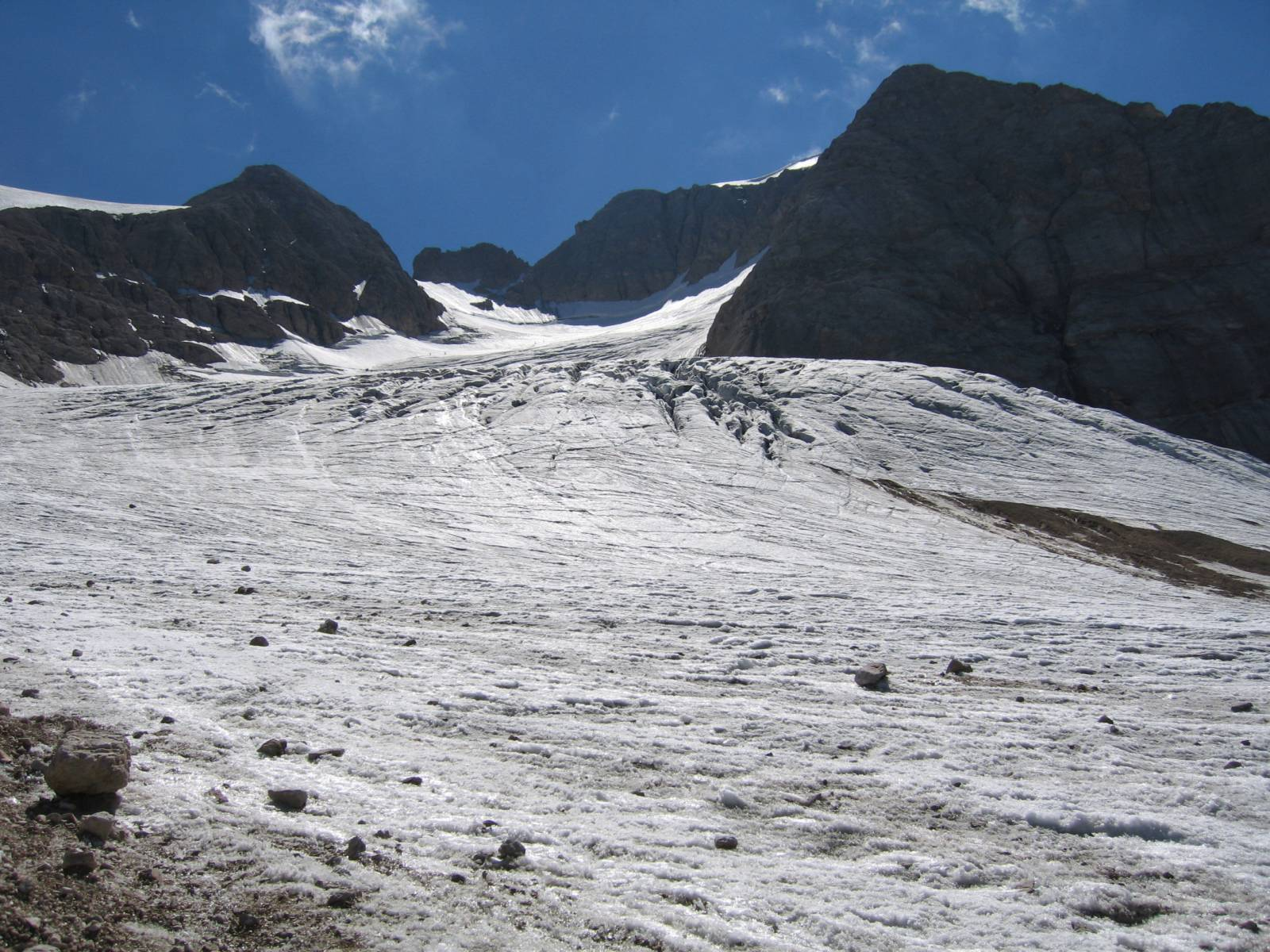
Lodowiec Marmolada

Obecnie masyw Marmolady jest jednym z najpopularniejszych i najczęściej odwiedzanych miejsc w Dolomitach. Po północno-zachodniej stronie masywu znajduje się Canazei - znana miejscowość turystyczna. Z niewielkiej miejscowości Malga Ciapela położonej w pobliżu wschodniego krańca grani Marmolady poprowadzona została kolej linowa Ferrovia della Marmolada, która osiąga wierzchołek Punta di Rocca. Na drugiej stacji przesiadkowej kolei znajduje się bardzo ciekawe Muzeum I Wojny Światowej (Museo della Grande Guerra).  Na szczyt główny, Punta di Penia można dostać się eksponowaną, lecz ubezpieczoną drogą (via ferrata) biegnącą po grani od zachodu. Trasa ta jest pozostałością po żołnierskiej ścieżce z czasów I wojny światowej, służącej do transportu zaopatrzenia dla walczących żołnierzy. Zimą z wierzchołka Punta di Rocca na Passo Fedaia i dalej do Malga Ciapella prowadzi Pista Bellunese - jedna z najpiękniejszych zjazdowych tras narciarskich w Alpach, o długości 12 km i różnicy poziomów ponad 1800 m. Zwiedzanie masywu ułatwia dostępna dla samochodów i autobusów, pokryta asfaltem droga górska łącząca miejscowość Canazei z Malga Ciapella i przebiegająca przez Passo Fedaia.

## Podanie o Lodowcu Marmolada
Podanie o Południowym Tyrolu opisuje legendarne powstanie lodowca. Początkowo na Marmoladzie nie było żadnego lodu ani śniegu, ale żyzne pastwiska i łąki. Przed sierpniowym świętem Wniebowzięcia Najświętszej Maryi Panny rolnicy przerwali jak zwykle sianokosy i udali się do doliny, by iść do kościoła. Pomimo że w święta obowiązywały dwa dni wolne od pracy, jeden z nich przepracował cały czas, aby bezpiecznie zebrać suche siano i poukładać je w stogi. Wtedy zaczął prószyć śnieg i padał tak długo, dopóki w końcu cała Marmolada nie pokryła się lodowcem.
- Podania, Baśnie i Historie z Południowego Tyrolu. Część 1: Doliny Wipp, Puster, Gader. (Sagen, Märchen und Schwänke aus Südtirol. Band 1: Wipptal, Pustertal, Gadertal). Zebrane przez Willi Mai. Pod redakcją i z komentarzem Leandera Petzoldta na zlecenie Towarzystwa Przyjaciół Tyrolskiej Kultury Ludowej. Wydawnictwo Tyrolia-Verlag Innsbruck, Wiedeń 2000. ISBN 3-7022-2227-8